# Romain Blary
Romain Blary (Ruffec, 1985. október 20. –) francia válogatott vízilabdázó, az SNS Strasbourg bekkje.

## Nemzetközi eredményei
- Európa-bajnoki 9. hely (Belgrád, 2016)
- Olimpiai 11. hely (Rio de Janeiro, 2016)